# Percy Hynes White
Percy Hynes White (St. John's, 8 ottobre 2001) è un attore canadese.
È noto per i suoi ruoli in film come Il volto della verità e A Christmas Horror Story, per il suo ruolo nella serie Netflix Between, per aver interpretato Andy Strucker nella serie The Gifted e come ruolo più recente, Xavier Thorpe nella serie Netflix, Mercoledì.

## Biografia
Hynes White è il figlio di Joel Thomas Hynes, uno scrittore, regista, musicista ed attore, e di Sherry White, attrice e scrittrice, entrambi di origine canadese. Percy ha studiato per due anni in una scuola teatrale nella sua città natale di St. John's.
Percy Hynes White ha esordito come attore nel 2008 nel film Down to the Dirt. Dopo aver recitato in alcuni film e cortometraggi, nel 2014 è tra gli interpreti del film Notte al museo - Il segreto del faraone. L'anno seguente invece recita nel film A Christmas Horror Story, diretto da Grant Harvey, Steven Hoban e Brett Sullivan. Nel 2016 ha recitato nel film Il volto della verità di Rob Connolly.
Dopo aver recitato in diverse serie televisive come Rookie Blue, Defiance, I misteri di Murdoch e Between, nel 2017 è stato scelto per il suo primo ruolo da protagonista nel ruolo di Andy Strucker nella serie televisiva The Gifted.
Nel 2018 ha recitato nel film First Light di Jason Stone, insieme al giovane attore Théodore Pellerin. L'anno seguente ha recitato in un episodio della serie The Twilight Zone.
Nel 2022 recita nel ruolo di Xavier nella serie televisiva di Netflix, Mercoledì
Percy ha recentemente pubblicato una canzone.

## Filmografia

### Cinema
- Down to the Dirt, regia di Justin Simms (2008)
- Crackie, regia di Sherry White (2009)
- Forty-Five & Five, regia di Kerrin Kenny – cortometraggio (2011)
- Winners, regia di Elsa Morena – cortometraggio (2012)
- The Grand Seduction, regia di Don McKellar (2013)
- Little Man, regia di Joel Thomas Hynes – cortometraggio (2013)
- Cast No Shadow, regia di Cristian Sparkes (2014)
- Notte al museo - Il segreto del faraone (Night at the Museum: Secret of the Tomb), regia di Shawn Levy (2014)
- A Christmas Horror Story, regia di Grant Harvey, Steven Hoban e Brett Sullivan (2015)
- Rupture, regia di Steven Shainberg (2016)
- Il volto della verità (Edge of Winter), regia di Rob Connolly (2016)
- Milton's Secret, regia di Barnet Bain (2016)
- First Round Down, regia di Brett Butler e Jason Butler (2016)
- Dust, regia di J. Adam Brown – cortometraggio (2017)
- First Light, regia di Jason Stone (2018)
- Our House, regia di Anthony Scott Burns (2018)
- Age of Summer, regia di Bill Kiely (2018)
- I Like Movies, regia di Chandler Levack (2022)

### Televisione
- The Slattery Street Crockers – serie TV, 1 episodio (2013)
- Rookie Blue – serie TV, 1 episodio (2014)
- I misteri di Murdoch (Murdoch Mysteries) – serie TV, 8 episodi (2014-2015)
- Defiance – serie TV, 2 episodi (2015)
- Saving Hope – serie TV, 1 episodio (2015)
- Between – serie TV, 7 episodi (2015-2016)
- Odd Squad – serie TV, 3 episodi (2015-2016)
- 22.11.63 (11.22.63), regia di Kevin Macdonald – miniserie TV, 1 episodio (2016)
- The Gifted – serie TV, 29 episodi (2017-2019)
- The Twilight Zone – serie TV, 1 episodio (2019)
- La famiglia segreta (A Family's Nightmare), regia di Farhad Mann – film TV (2020)
- Transplant – serie TV, 1 episodio (2020)
- Nurses - Nel cuore dell'emergenza (Nurses) – serie TV, 1 episodio (2021)
- Pretty Hard Cases – serie TV, 14 episodi (2021-2022)
- Mercoledì (Wednesday) – serie TV, 8 episodi (2022)

## Riconoscimenti
- 2014 – Atlantic Film Festival[6]
  - Atlantic Canadian Award per Cast No Shadow

- 2014 – Edmonton International Film Festival[6]
  - Rising Star Award per Cast No Shadow

- 2018 – Young Artist Awards[6]
  - Nomination Migliore interpretazione in una serie TV - Miglior attore adolescente per The Gifted

## Doppiatori italiani
Nelle versioni in italiano delle opere in cui ha recitato, Percy Hynes White è stato doppiato da:
- Gabriele Caprio in Notte al museo - Il segreto del faraone
- Mirko Cannella in Our House
- Francesco Ferri in The Gifted
- Federico Campaiola in Transplant
- Paolo Carenzo in Nurses - Nel cuore dell'emergenza
- Mattia Fabiano in Mercoledì